# É Fogo na Roupa
É Fogo na Roupa é um filme brasileiro de 1952 do gênero "Comédia Musical", dirigido por Watson Macedo. Vários números musicais com Elizeth Cardoso, Emilinha Borba, Virgínia Lane e os artistas do elenco: Ankito (em seu primeiro filme), Ivon Cury, Heloísa Helena, Adelaide Chiozzo, Antonio Spina e Bené Nunes. Filmado no Hotel Quitandinha e nos Estúdios Carmen Santos (depois Herbert Richards).

## Elenco
- Ankito...Chiquinho
- Violeta Ferraz...Madame Pau Pereira
- Heloísa Helena...Condessa de Buganville
- Bené Nunes...Luis Mário
- Adelaide Chiozzo...Diana
- Ivon Cury...Juvenal
- Antônio Spina...Quincas

## Sinopse

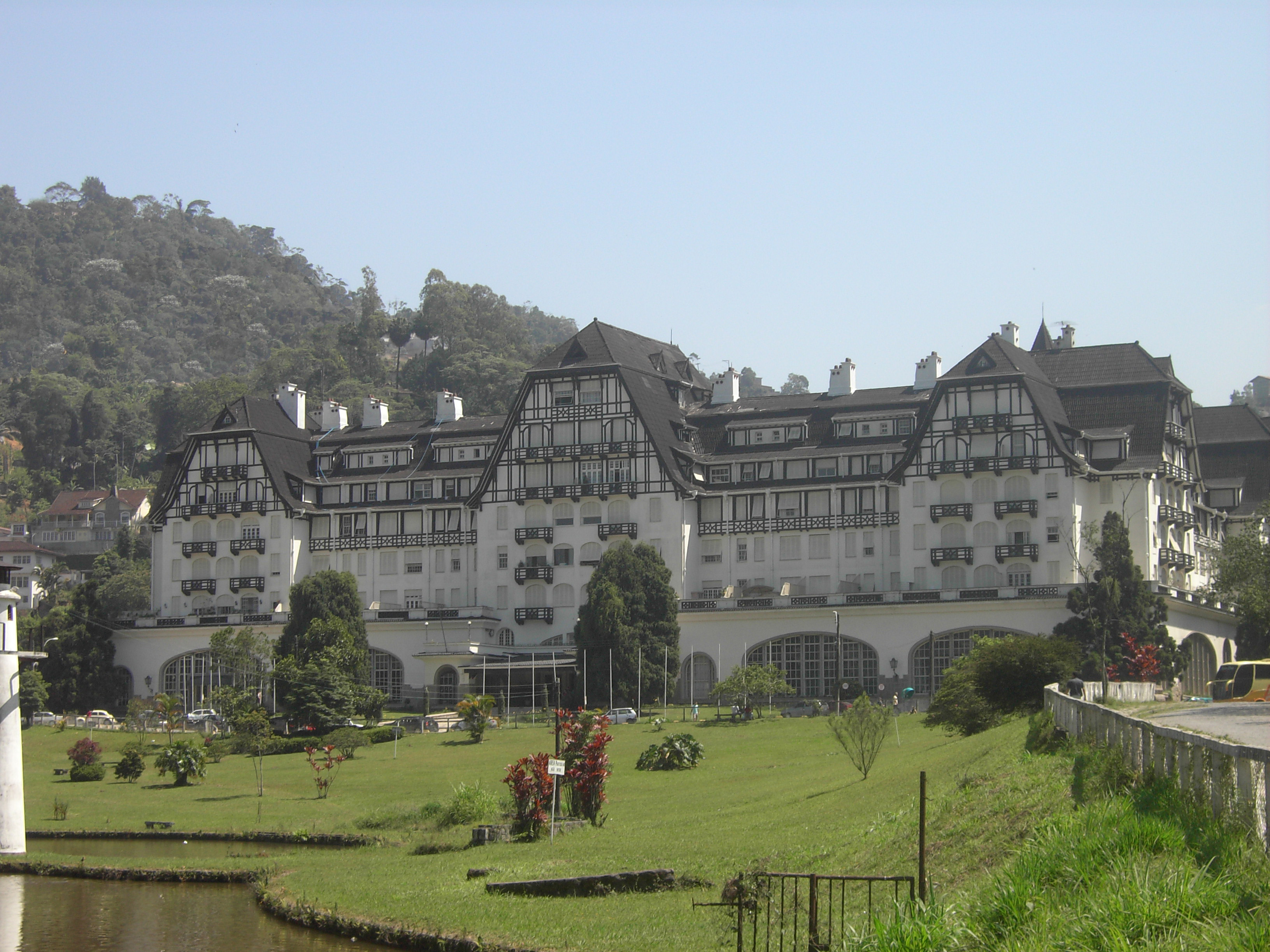
Palácio Quitandinha, cenário do filme

Num luxuoso hotel em Petrópolis, realiza-se uma convenção nacional de "Mulheres Casadas" liderada pela representante da Paraíba, Madame Pau Pereira, com o objetivo secreto de elaborar um projeto de lei que institua a pena de morte para os maridos "infieis". Dispostos a descobrirem esses planos, os homens pedem ao cabeleireiro Quincas que se vista de mulher e se infiltre nas reuniões. Enquanto isso, a Condessa de Buganville flerta com o desconhecido pianista Luís que se apresenta no show graças a ajuda de seu amigo Chiquinho, funcionário da Rádio Carioca. As coisas se complicam quando o valioso colar de pérolas da condessa é roubado e ela acusa o pianista pelo roubo.